# Marmule
Marmull en albanais et Marmule en serbe latin (en serbe cyrillique : Мармуле) est une localité du Kosovo située dans la commune/municipalité de Gjakovë/Đakovica, district de Gjakovë/Đakovica (Kosovo) ou de Pejë/Peć (Serbie). Selon le recensement kosovar de 2011, elle compte 641 habitants, tous albanais.
Le village est également connu sous le nom albanais de Marmullë.

## Démographie

### Évolution historique de la population dans la localité
| 1948 | 1953 | 1961 | 1971 | 1981 | 1991 | 2011 |
| ---- | ---- | ---- | ---- | ---- | ---- | ---- |
| 447  | 517  | 617  | 708  | 874  | 840  | 641  |

|  |